# عقاب بونلي

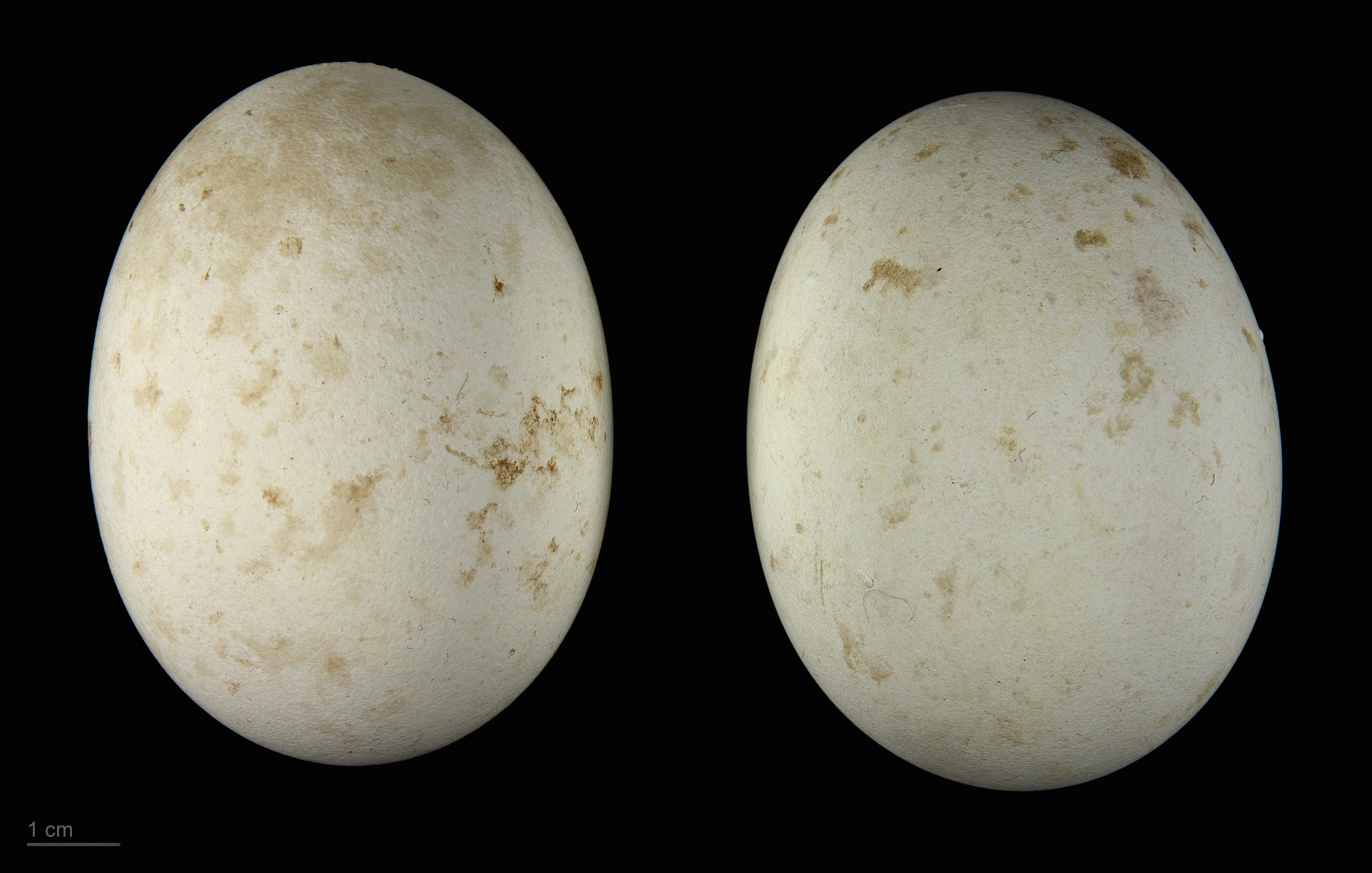
Aquila fasciata

عقاب بونلي أو عُقاب بُنلِّي أو عقاب مسيَّرة أو عُقاب مؤزَّرة أو السَّهُوك أو السَّهوك يسمى أيضا عقاب مسيرة كبرى، عقاب مخطط، (الاسم العلمي: Aquila fasciata) (بالإنجليزية: Bonelli's Eagle)، هو طائر جارح ينتمي إلى البازية (فصيلة: Accipitridae)، هو مقيم محلي على الجبال ونادر.

## أماكن مميزة
شوهد في الإمارات وهو يبني عشه في فبراير وقد يبقى الزوجان قرب العش وحوله طوال العام، يبتعد عن الجبال من نوفمبر وحتى مارس وأغلبها تكون طيوراً يافعة أو ربما الطيور التائهه التي تصل من إيران، يصطاد الفرائس البرية مثل الأرانب وطيور الحجل أويصطاد الطيور الأخرى أثناء الطيران، يحظى باهتمام بالغ ورعاية نظرا لندرته على مستوى العالم وهو من الطيور المحمية في معظم البلدان الأوروبية.